# Marigliano
Marigliano è un comune italiano di 29 411 abitanti della città metropolitana di Napoli in Campania.

## Geografia fisica
Marigliano si trova nella pianura a nord del Vesuvio, in prossimità dell'Area nolana e forma un unico agglomerato urbano con i comuni limitrofi.
Il comune si è sviluppato lungo la Strada statale 7 bis di Terra di Lavoro nel tratto che collega Pomigliano d'Arco a Nola. Dista 17 km da Napoli e rientra nella sua area metropolitana.

## Storia

### Dalle origini all'anno 1000
Sulle origini di Marigliano non si hanno dati certi. Sicuramente però la città esisteva già in epoca romana, come testimoniano iscrizioni funerarie e reperti archeologici risalenti al I-II secolo.
Le ipotesi sulla genesi della città sono sostanzialmente due. La prima individua il nucleo originale in un'antica villa, fatta costruire da una famiglia di latifondisti Romani (la gens Maria, oppure secondo altre ipotesi Marilia o Mariana) al centro del proprio latifondo nell'agro nolano.
La seconda invece fa risalire il nucleo originario a una colonia romana sorta fra il 216 e il 214 a.C. ad opera del console Marco Claudio Marcello, impegnato nella lotta contro Annibale. Nell'89 a.C., Silla strappò definitivamente Nola e le terre circostanti ai Sanniti, redistribuendole ai legionari impegnati nella Guerra sociale. In particolare la famiglia Mari venne premiata con i territori oggi appartenenti a Marigliano.
Dopo la caduta dell'Impero romano d'Occidente, Marigliano fu oggetto di un'aspra contesa fra le città di Nola e Napoli, che rivendicavano il possesso di quelle terre.
Il primo documento che attesta l'esistenza di Marigliano risale al 27 marzo 917: è un atto, scritto su pergamena, di donazione di un fondo nei pressi di Marilianum. Sempre al X secolo appartengono altri documenti attestanti l'esistenza anche di due casali (attualmente sue frazioni): Casa-Ferrea (Casaferro) e Faibanum (Faibano).

### La dominazione normanna e angioina
Il Ducato di Napoli, di cui Marigliano ed altre terre della Liburia facevano parte, subì l'invasione normanna nel 1132, quando il Duca Sergio VII si sottomise a Ruggero II di Sicilia. L'area venne trasformata in feudo ed assegnata al normanno Ruggero di Medania, conte di Acerra. A questi successe poi Riccardo, cognato di re Tancredi.
In seguito alla conquista del Regno normanno di Sicilia da parte di Enrico VI, Marigliano passò sotto dominio svevo. Nel 1197, proprio Enrico VI costrinse il signore di Marigliano Riccardo di Acerra (ultimo rappresentante della dinastia normanna) ad essere prima trascinato da un cavallo per le vie di Capua e poi ad essere impiccato a testa in giù.
Le sue terre passarono così a Diopoldo d'Acerra, che consegnò materialmente Riccardo ad Enrico VI. Diopoldo fu successivamente imprigionato da Federico II e privato delle terre, che vennero date al conte di Aquino Tommaso, che le trasferì a sua volta al nipote Tommaso. Questi le tenne fino al 24 aprile 1274, quando il Regno svevo venne conquistato da Carlo I d'Angiò.
Questi passò il feudo di cui Marigliano era parte al conte Roberto di Alverno. Il figlio di Tommaso II d'Aquino, Adinulfo, riuscì ad entrare nelle grazie di Carlo II e si impossessò dell'acerrano e del mariglianese. Adinulfo si macchiò poi di fellonia ed i feudi furono ceduti (assieme al Principato di Salerno) a Filippo I, figlio di Carlo I. A Filippo I successe il figlio Roberto e, quindi, il fratello Filippo II.
Nel 1348 le terre del napoletano, dell'acerrano e del mariglianese furono saccheggiate dall'esercito ungherese di Luigi I, intenzionato a vendicare il fratello Andrea, marito di Giovanna I e ucciso nel 1345.
A Filippo II successe il nipote Giacomo Del Balzo, che si trovò a scontrarsi due volte proprio contro la regina Giovanna I, accorsa in aiuto di Ugone Sanseverino (a cui Giacomo aveva sottratto Matera). L'acerrano ed il mariglianese finirono per essere assegnate ad Ottone di Brunswick, duca di Sassonia e quarto marito di Giovanna I.
In seguito alla lotta fra Giovanna (sostenitrice dell'Antipapa Clemente VII) e Carlo di Durazzo (sostenitore di Papa Urbano VI) ed alla vittoria di quest'ultimo, Marigliano venne venduta a Ramondello Orsini del Balzo. Dopo la morte di questi, le terre vennero confiscate da re Ladislao I e vendute ad Annecchino Mormile di Napoli per 7.700 ducati d'oro.
Il 7 giugno 1421 il feudo di Marigliano fu assediato dai mercenari di Braccio da Montone, assoldato da Giovanna II per strapparlo al ribelle Mormile, sostenitore del duca Ludovico d'Angiò al trono di Napoli.

### Il periodo aragonese
Il 1º aprile 1422 Marigliano tornò fra i possedimenti del Principe di Taranto Giovanni Antonio Orsini Del Balzo. Alla sua morte (16 novembre 1463), tutti i suoi averi andarono per sua volontà a Ferdinando d'Aragona. Per 16 anni, Marigliano fece parte del Regio Demanio.
Il 26 agosto 1479 Ferdinando vendette il feudo per circa 6.000 ducati al Regio Consigliere Alberico Carafa, che ottenne nel 1482 il titolo di conte. Il Conte Carafa fu molto impegnato nella ricostruzione e restauro del borgo: si ricordano, ad esempio, l'ampliamento e restauro della Chiesa di San Vito e Santa Maria delle Grazie (che diventò anche Collegiata).
Ad Alberico successero dapprima il figlio Francesco e poi il nipote Alberico II. Questi però si vide confiscati tutti i beni e costretto a fuggire in Francia in seguito all'accusa di tradimento, per aver parteggiato contro l'Imperatore Carlo V. Il 30 giugno 1532, Carlo V (divenuto nel frattempo anche re delle Due Sicilie) donò il contado di Marigliano e il ducato di Ariano a Ferrante I Gonzaga, principe di Molfetta.
A questi successe il figlio Cesare che il 6 settembre 1566 vendette Marigliano a Giovan Vincenzo Carafa, fratello di Alberico II. Carafa morì sette anni dopo (1573), lasciando pesanti debiti di ogni genere, tanto che il 14 aprile 1573 le sue stesse terre (fra cui il contado di Marigliano) vennero messe all'asta e comprate da Geronimo Montenegro, banchiere di Napoli che il 23 dicembre 1578 ottenne il titolo di marchese dall'Imperatore Filippo II.

### Dal 1644 alla fine del XIX secolo
La famiglia Montenegro vendette il possedimento mariglianese a Cesare Zattera di Genova che, a sua volta, lo cedette a Giulio Mastrilli per 136.800 ducati. Questi, già consigliere del Re, il 4 agosto 1644 ottenne il titolo di duca da Filippo IV. I Mastrilli esercitarono il controllo del territorio per circa 150 anni. Da ricordare è il notevole interessamento di Isabella Mastrilli per i fiorentissimi centri di cultura dell'epoca, costituiti per la gran parte da accademie culturali: ella fu anche l'iniziatrice della Accademia di Marigliano, di cui fecero parte notissimi esponenti della cultura del secolo tra i quali Carlo Pecchia.
Il lungo dominio della famiglia Mastrilli, però, fu comunque costellato da problemi e traversie: è il caso della rivolta dei vassalli di Giulio Mastrilli, costretto a rinchiudersi nel Convento di San Vito a causa delle tasse troppo alte; dell'epidemia di peste del 1656; dell'inondazione del casale di Faibano del 1743; della carestia del 1764; della siccità dell 1779; dell'eruzione del Vesuvio dell'8 agosto 1779.
Il 3 maggio 1799 l'ultimo Duca di Marigliano Giovanni Mastrilli venne arrestato. Dopo la breve restaurazione borbonica durata fino al 1806, Napoleone Bonaparte nominò il fratello Giuseppe re di Napoli. Questi, il 2 agosto 1806, dichiarò definitivamente estinta la feudalità e Marigliano diventò un libero Comune.
Dopo la Restaurazione Marigliano non rimase estranea alle lotte risorgimentali. Tra i tanti che presero parte ai moti, si ricorda la figura di Mariano Semmola, docente universitario e poi segretario del Parlamento, che partecipò insieme a Michele Morelli e Giuseppe Silvati ai moti del luglio 1820.
Il 2 aprile 1896 il Re Umberto I e il presidente del Consiglio Francesco Crispi firmarono il decreto col quale si concedeva a Marigliano il titolo di "città".

### Il XX secolo
L'area mariglianese soffrì le condizioni di sottosviluppo del Mezzogiorno per tutto il XX secolo e l'estrema incertezza delle condizioni di vita nei due dopoguerra. Anche se viene risparmiata dai bombardamenti della Seconda guerra mondiale, nel secondo dopoguerra l'agricoltura subì un gravissimo danno dalla dorifora (o "parassita della patata"): la produzione di tuberi (l'ortaggio più coltivato con il pomodoro di San Marzano) fu devastata per anni, causando enormi ripercussioni sull'economia della zona soprattutto negli anni cinquanta.
L'esasperazione culminò con la protesta del giugno 1959, quando quasi tutti i contadini del paese manifestarono per le precarie condizioni di vita. La protesta degenerò poi con l'incendio del Palazzo del Municipio e vari episodi di violenza.
A partire dagli anni sessanta il mariglianese venne interessato dalla modernizzazione agricola, da una timida industrializzazione (legata più che altro al polo di Pomigliano d'Arco) e dallo sviluppo dell'edilizia e dell'artigianato.

### Simboli
Lo stemma del comune di Marigliano è stato concesso con regio decreto del 16 gennaio 1896.
(D.R. 16 gennaio 1896)

## Monumenti e luoghi d'interesse

### Architetture religiose

#### Chiesa di Santa Maria delle Grazie
La chiesa di Santa Maria delle Grazie nacque come parrocchia con fonte battesimale intorno all'anno 1000. Il primo documento in cui viene menzionata è una bolla di papa Innocenzo III del 1215, che determinava i confini della Diocesi di Nola.
Nel 1494 la chiesa fu elevata a collegiata per volere del conte Alberico Carafa. Nel 1633, fu ulteriormente ampliata ed abbellita dalla famiglia ducale dei Mastrilli, che si rivolse ai maggiori artisti dell'epoca. La trasformazione più importante, che connota l'immagine della chiesa come ancora oggi appare, è quella operata nei primi decenni del Settecento da Domenico Antonio Vaccaro. Del suo intervento restano ancora intatte le decorazioni a stucco, i marmi, le tele del soffitto e la pala dell'altare maggiore. Sono invece opera di Ludovico Mazzanti le due tele del presbiterio, gli affreschi della cupola e dei pennacchi.
Nella cappella dei santi patroni di particolare interesse sono le sculture raffiguranti i tre santi: quelle di San Vito e San Rocco, in legno scolpito e dipinto, risalgono al XVI-XVII secolo, mentre la statua di San Sebastiano, in argento, è stata più volte rifatta a seguito di furti.
Il campanile della collegiata fu probabilmente eretto nel 1494. La costruzione è in tufo, mattoncini rossi e pietra lavica ed è alta circa 40,3 metri. È strutturata su cinque piani: tre sono a base quadrata, mentre i restanti due a base ottagonale. In origine, questi erano sormontati da un cupolino ricoperto di maioliche gialle e decorazioni verdi, alla cui sommità vi era la sfera con banderuola e croce. Crollato insieme all'ultimo piano durante il terremoto del 1980, il cupolino è stato ricostruito con la stessa forma, ma utilizzando materiali diversi.

#### Chiesa dell'Annunziata
Adiacente e comunicante con la collegiata è la chiesa dell'Annunziata, sede della Congrega dell'Ave Grazia Plena, di antica costruzione, come testimonia il catino absidale coperto da una caratteristica volta di forme tardo-gotiche.
Di notevolissimo interesse il polittico dell'altare maggiore, in legno scolpito policromo e dorato. La struttura, realizzata nel 1628, racchiude un più antico trittico risalente alla fine del XV secolo, raffigurante l'Annunciazione ed i Santi Giovanni e Pietro. La chiesa custodisce, inoltre, un notevole corredo di marmi (lapidi funerarie ed iscrizioni) e sculture lignee di Santi del XVII-XVIII secolo.

### Castello ducale
Il palazzo ducale è la trasformazione di un antico castello-fortezza la cui esistenza è attestata nei documenti almeno dal XII secolo. L'immagine attuale è frutto degli interventi successivi, in particolare di quelli voluti dalla famiglia Mastrilli tra il XVII e il XVIII secolo.
Dell'antica fortezza la costruzione conserva la pianta quadrata con torri angolari, le feritoie ed i ponti sopra il doppio fossato che la circonda, mentre le ampie logge porticate, le eleganti finestre e gli altri elementi decorativi della facciata sono frutto della trasformazione (XVIII secolo) della fabbrica militare in dimora gentilizia. Nella torre a nord ovest vi è ancora la barriera daziale con lo stemma marmoreo dei Carafa e la grande bascuglia.
Annesso al palazzo vi è un grande parco, in cui si rinvengono ancora le tracce del disegno della sistemazione settecentesca che venne eseguito in base alle più raffinate teorie paesaggistiche dell'epoca, con viali decorati in stile neoclassico, fontane ed un laghetto artificiale.
Attualmente l'edificio, molto rimaneggiato negli interni, è sede dell'Ordine delle Suore Vincenziane, cui venne venduto dai discendenti della famiglia Mastrilli.
Inoltre, è diffusa fra il popolo mariglianese una sorta di leggenda secondo la quale esisterebbe un cunicolo sotterraneo che dovrebbe collegare il castello ducale al complesso monastico di San Vito.

## Società

### Evoluzione demografica
Abitanti censiti

### La presenza della camorra
Come si evince dalla relazione approvata dalla Camera dei deputati nel 2000 sullo stato alla lotta alla criminalità organizzata in Campania, la zona di Marigliano era stata "teatro di uno scontro tra il gruppo riconducibile ad Antonio Capasso e una cellula operativa del clan Mazzarella, insediatasi a Pontecitra. L'arresto di alcuni componenti di quest'ultimo sodalizio ha, peraltro, consentito ai Capasso di riappropriarsi completamente del territorio".

### Il problema delle discariche abusive
Nell'agosto 2004, la rivista medica inglese The Lancet Oncology pubblicò un lavoro di Alfredo Mazza, ricercatore in Fisiologia Clinica del CNR. In questo rapporto, Marigliano viene indicata come uno dei tre vertici di un "triangolo della morte" assieme ai comuni di Nola ed Acerra: in seguito alle operazioni di smaltimento illegale dei rifiuti tossici compiute dalla criminalità organizzata, l'area indicata è pesantemente esposta a sostanze tossiche e cancerogene.
Si registrano inoltre picchi di mortalità legata a tumori al fegato, alla vescica, al sistema nervoso e alla prostata ben più alti della media nazionale.

## Geografia antropica

### Urbanistica

#### Centro storico
Il centro storico di Marigliano conserva ancora immutato il suo aspetto originario, generato da un castrum militare romano, con la sua rete di cardini e decumani, ortogonali tra loro. Fino alla metà del XIX secolo, erano ancora visibili le mura di cinta e le quattro porte d'accesso, coincidenti con i punti cardinali.
La Via Giannone, antico cardo maximus dell'accampamento militare, continua a svolgere la sua funzione di via principale della città, segnata da alcune delle architetture più significative, quali il complesso della Collegiata, la Chiesa di San Biagio, la Chiesa del Purgatorio. Tra le architetture civili, si segnalano Palazzo Nicotera (interessante complesso nato dall'unificazione nel XVIII secolo di più edifici, di epoca anteriore, in un'unica dimora gentilizia), Palazzo Cesarano (che conserva ancora intatto il colto disegno del XVIII secolo) e il cosiddetto "Palazzo delle Ornie Catalane".
In Via Torre, uno degli antichi decumani, oltre all'antica costruzione che dà il nome alla strada, si trovano alcuni tra gli edifici civili più significativi, quali Palazzo Griffo (che reca visibili tracce della sua origine rinascimentale) e Palazzo De Ruggiero edificato nel 1620 e successivamente di proprietà delle famiglie Ferri e Del Giudice.Nell'edificio sono custodite le tele stampate su originali dei primi anni dell'800,con la narrazione di 'Telemaco sull'isola di Calipso'
Gran parte di un'insula, prospettante su Via Giordano Bruno, è occupata dal complesso monastico carmelitano dei Santi Giuseppe e Teresa, divenuto casa gesuitica nel XVIII secolo e poi sede della scuola "Antonia Maria Verna" fino al sisma del 1980, che ne ha determinato la chiusura.

## Economia
Marigliano rappresenta un importante centro agricolo della Pianura Campana. Nel 2011 circa il 4% della popolazione attiva è occupata nell'agricoltura, il 26% nell'industria e la restante parte nel settore terziario.

## Infrastrutture e trasporti

### Strade
- Strada statale 7 bis
- Strada statale 7 bis var Asse di supporto Nola - Villa Literno

### Ferrovie
- EAV, linea Napoli-Baiano, Stazione di Via Vittorio Veneto e Stazione di Marigliano della Circumvesuviana.

### Mobilità urbana
I trasporti urbani e interurbani di Marigliano vengono svolti con autoservizi di linea gestiti dalla società Viaggi Lucio Srl.

## Amministrazione
| Periodo | Periodo   | Primo cittadino          | Partito                 | Carica      | Note |
| ------- | --------- | ------------------------ | ----------------------- | ----------- | ---- |
| 1988    | 1992      | Antonio Jossa            | Democrazia Cristiana    | Sindaco     |      |
| 1992    | 1994      | Giovanni Orefice         |                         | Commissario |      |
| 1994    | 1997      | Michele Nappi            | Forza Italia            | Sindaco     |      |
| 1997    | 2001      | Rocco Roberto Caccavale  | Democratici di Sinistra | Sindaco     |      |
| 2001    | 2002      | Arturo Caccia Perugini   |                         | Commissario |      |
| 2002    | 2004      | Michele Nappi            | Forza Italia            | Sindaco     |      |
| 2004    | 2005      | Mariolina Guglia         |                         | Commissario |      |
| 2005    | 2008      | Felice Esposito Corcione | La Margherita           | Sindaco     |      |
| 2008    | 2009      | Giuseppe Sacchi          |                         | Commissario |      |
| 2009    | 2013      | Antonio Sodano           | Il Popolo della Libertà | Sindaco     |      |
| 2013    | 2014      | Vittorio Zappalorto      |                         | Commissario |      |
| 2014    | 2014      | Sebastiano Sorrentino    | Partito Democratico     | Sindaco     |      |
| 2014    | 2015      | Steven                   |                         | Commissario |      |
| 2015    | 2020      | Antonio Carpino          | Lista civica, (PD)      | Sindaco     |      |
| 2020    | 2020      | Roberto Esposito         |                         | Commissario |      |
| 2020    | 2025      | Giuseppe Jossa           | Partito Democratico     | Sindaco     |      |
| 2025    | in carica | Gaetano Bocchino         | PD                      | Sindaco     |      |

### Gemellaggi
- Madison (New Jersey), dal 2006[13]

## Sport
Ha sede nel comune la società SSD Mariglianese Calcio. Nella sua storia la Mariglianese ha partecipato prevalentemente a campionati dilettantistici regionali. Dopo due stagioni in Serie D milita attualmente in Prima categoria Campania girone C 2024/2025. Disputa le sue partite interne allo Stadio "Santa Maria delle Grazie" di Marigliano.
Ha sede nel comune di Marigliano la società di basket ASD Promobasket Marigliano 2003 che milita nel campionato di Serie B Interregionale. Disputa le sue partita casalinghe al Palasport "G. Napolitano" di Marigliano.
La squadra di pallavolo maschile, Tya Marigliano 1995 dopo la retrocessione dalla Serie A3 milita nel campionato nazionale di Serie B.